# 111. peruť RAF
111. peruť (anglicky No. 111 Squadron, někdy uváděno v podobě No. CXI (Fighter) Squadron), známá také pod přezdívkou Treble One, je bývalá peruť Royal Air Force. 

## Historie
Vznikla v roce 1917 na Blízkém východě jako 111. peruť Royal Flying Corps během reorganizace britského expedičního sboru v Egyptě poté, co generál Edmund Allenby převzal velení kampaně na Sinaji a v Palestině. Jednotka zůstala na Blízkém východě po skončení první světové války až do roku 1920, kdy byla přečíslována na 14. peruť RAF.
Peruť byla reformována v roce 1923. Ve druhé světové válce se v roce 1940 zúčastnila bitvy o Británii. V letech 1940–1942 bylo mezi jejími příslušníky také několik československých pilotů, například Jiří Hartman, Otmar Kučera a Miloslav Mansfeld. Na podzim roku 1942 se přesunula do Středomoří, kde se podílela na kampani v severní Africe a později na spojenecké invazi na Sicílii a poté do Itálie.
V poválečném období byla rozpuštěna a v roce 1953 byla jednotka reaktivována a vybavena proudovými letouny.
V době kdy útvar užíval stroje Hunter, vznikl u něj akrobatický předváděcí tým Black Arrows. V letecké akrobacii jednotka pokračovala i po dalším přezbrojení záchytnými stíhačkami Lightning. Peruť se v roce 1975 přesunula do Skotska, krátce poté, co přešla na typ Phantom FGR.2. V roce 1990 začala létat se záchytnou stíhací variantou stroje Panavia Tornado, Tornado F.3, které provozovala v rámci systému protivzdušné obrany ze skotské základny RAF Leuchars až do března 2011, kdy byla rozpuštěna, čímž současně skončila služba typu Tornado F.3 v RAF.

## Užívaná letadla

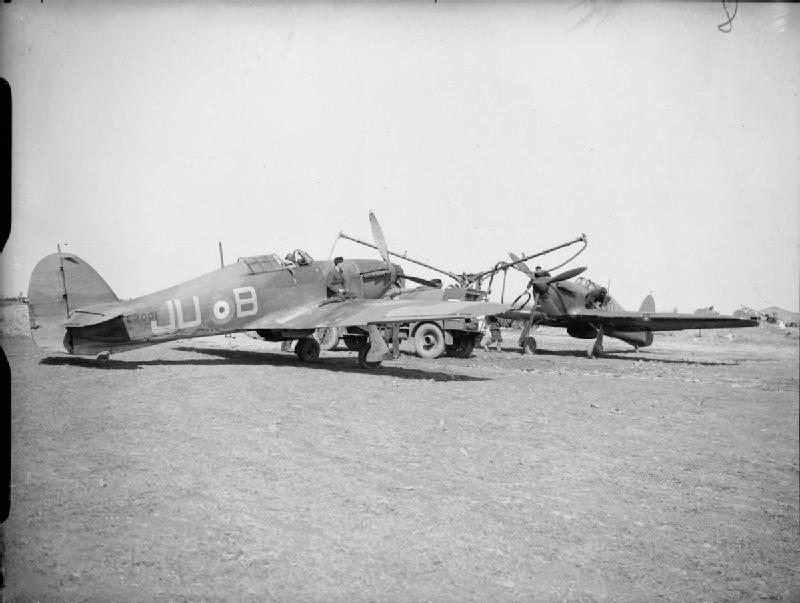
Hawker Hurricane 111. peruti při doplňování paliva na základně RAF Wick ve Skotsku

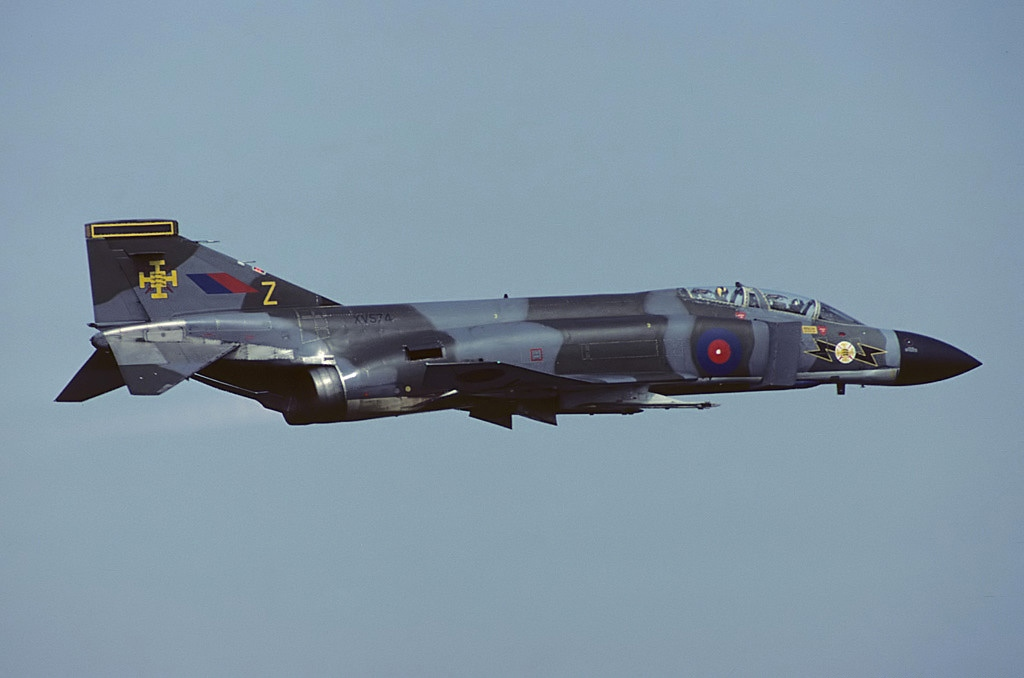
Jeden z Phantomů FG.1 111. peruti

| Od            | Do            | Typ                          | Varianta |
| ------------- | ------------- | ---------------------------- | -------- |
| srpen 1917    | říjen 1917    | Bristol Scout                |          |
| srpen 1917    | říjen 1917    | Royal Aircraft Factory B.E.2 | e        |
| srpen 1917    | leden 1918    | Bristol M.1                  | b        |
| srpen 1917    | prosinec 1917 | Airco D.H.2                  |          |
| srpen 1917    | leden 1918    | Vickers F.B.19               |          |
| září 1917     | únor 1918     | Bristol F.2 Fighter          | F.2b     |
| říjen 1917    | únor 1919     | Royal Aircraft Factory S.E.5 | a        |
| leden 1918    | červenec 1918 | Nieuport 17                  |          |
| leden 1918    | červenec 1918 | Nieuport 23                  |          |
| leden 1918    | červenec 1918 | Nieuport 24                  |          |
| únor 1919     | únor 1920     | Bristol F.2 Fighter          | F.2b     |
| říjen 1923    | leden 1925    | Gloster Grebe                | Mk.II    |
| duben 1924    | leden 1925    | Sopwith 7F.1 Snipe           |          |
| červen 1924   | listopad 1926 | Armstrong Whitworth Siskin   | Mk.III   |
| září 1926     | únor 1931     | Armstrong Whitworth Siskin   | Mk.IIIA  |
| leden 1931    | červen 1936   | Bristol Bulldog              | Mk.IIA   |
| květen 1936   | leden 1938    | Gloster Gauntlet             | Mk.II    |
| leden 1938    | duben 1941    | Hawker Hurricane             | Mk.I     |
| březen 1941   | květen 1941   | Hawker Hurricane             | Mk.IIA   |
| duben 1941    | květen 1941   | Supermarine Spitfire         | Mk.I     |
| květen 1941   | září 1941     | Supermarine Spitfire         | Mk.IIA   |
| srpen 1941    | říjen 1942    | Supermarine Spitfire         | Mk.VB    |
| listopad 1942 | leden 1944    | Supermarine Spitfire         | Mk.VC    |
| červen 1943   | květen 1947   | Supermarine Spitfire         | Mk.IXC/E |
| prosinec 1953 | červen 1955   | Gloster Meteor               | F.8      |
| červen 1955   | listopad 1956 | Hawker Hunter                | F.4      |
| listopad 1956 | duben 1961    | Hawker Hunter                | F.6      |
| duben 1961    | únor 1965     | English Electric Lightning   | F.1A     |
| prosinec 1964 | září 1974     | English Electric Lightning   | F.3/F.6  |
| říjen 1974    | červenec 1979 | McDonnell Douglas Phantom    | FGR.2    |
| leden 1978    | leden 1990    | McDonnell Douglas Phantom    | FG.1     |
| leden 1990    | březen 2011   | Panavia Tornado              | F.3      |